# Crise des Malouines (1770)
La crise des Malouines de 1770 est une crise diplomatique entre la Grande-Bretagne et l'Espagne, soutenue par la France, au sujet de la possession des îles Malouines dans le sud de l'Atlantique. Ces événements menacent de déclencher une guerre entre la Grande-Bretagne et l'Espagne. Les trois pays sont sur le point d'envoyer des flottes armées pour défendre leurs revendications de la souveraineté de ces îles arides mais stratégiquement importantes.
En fin de compte, le manque de soutien français envers l'Espagne désamorce la situation, et l'Espagne et la Grande-Bretagne parviennent à un compromis peu concluant par lequel les deux pays conservent leurs établissements mais ne renoncent pas à leurs revendications sur la souveraineté des îles.

## Contexte
Plusieurs historiens britanniques et espagnols[Lesquels ?] maintiennent que leurs propres explorateurs ont découvert les îles, ce qui conduit aux revendications des deux parties sur la base de la première découverte. En janvier 1690, le marin anglais John Strong, capitaine du Welfare, navigue entre les deux îles principales et nomme le passage détroit des Falkland, d’après Anthony Cary, 5e vicomte Falkland. Le groupe d'îles prend plus tard le nom anglais de ce bras de mer.

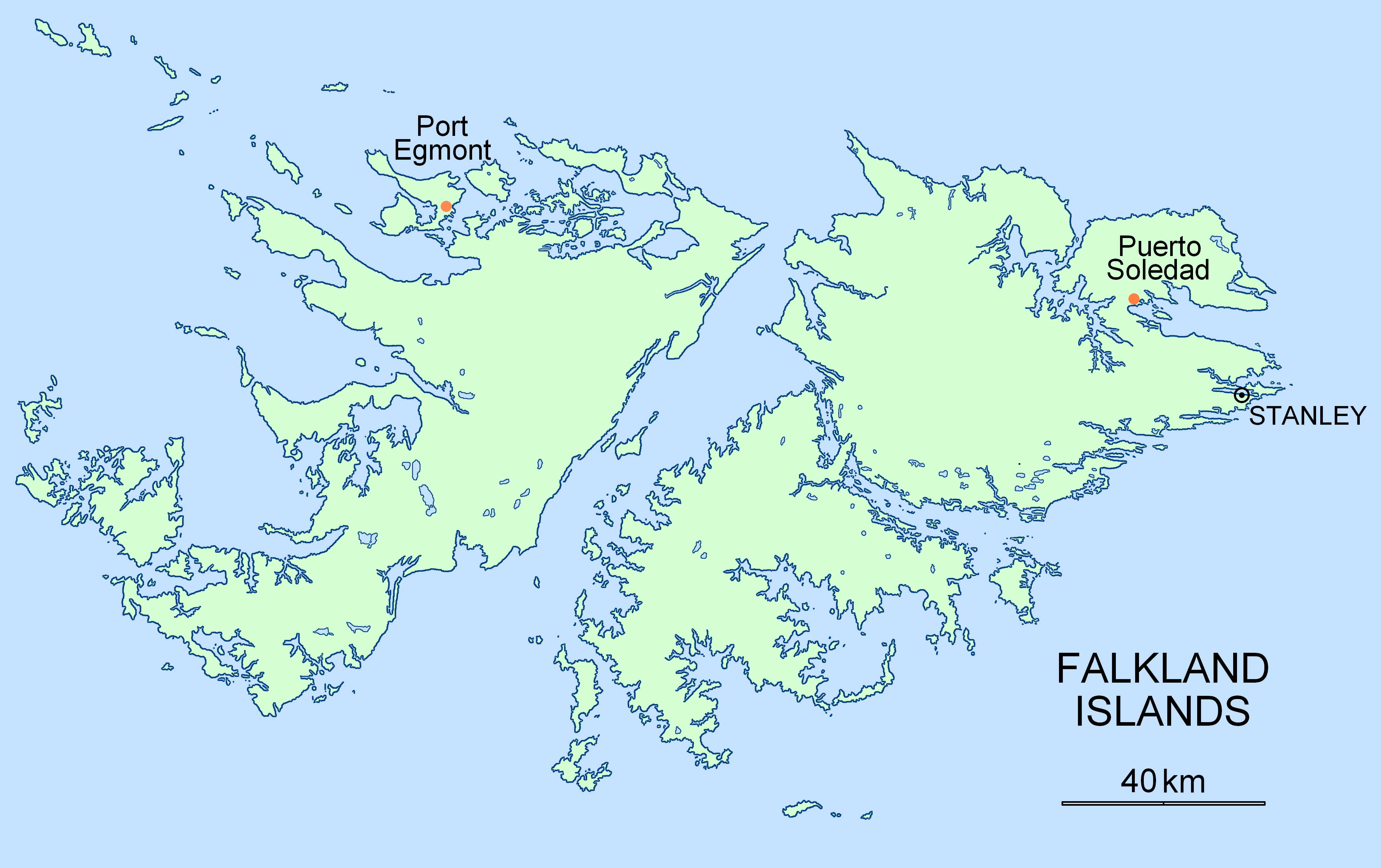
Carte des îles Malouines

Durant le XVIIe siècle, le gouvernement anglais est sur le point d’émettre une revendication, mais ce n'est qu'en 1748, avec le rapport de l'amiral George Anson, que Londres commence sérieusement à réfléchir à la question. Les objections espagnoles à un projet d'expédition britannique ont pour effet de dresser des lignes de bataille[Quoi ?] et l'affaire est mise de côté pour le moment. Un équilibre incertain aurait pu subsister sans l'intervention inattendue d'un tiers, la France.
Après la fin de la guerre de Sept Ans, la France est désireuse d'améliorer ses positions dans le sud de l'Atlantique. Dans les îles Malouines en 1764, Louis de Bougainville débarque avec l'intention d'établir une base permanente à Port-Louis. En 1765, à l'insu l'un de l'autre[style à revoir], les Britanniques, sous le commandement de John Byron, débarquent à Port Egmont, à l'ouest. Soumis à la pression espagnole, les Français remettent Port Louis, en 1767, à leur allié le plus proche et elle fut rebaptisée Puerto Soledad.

## Crise

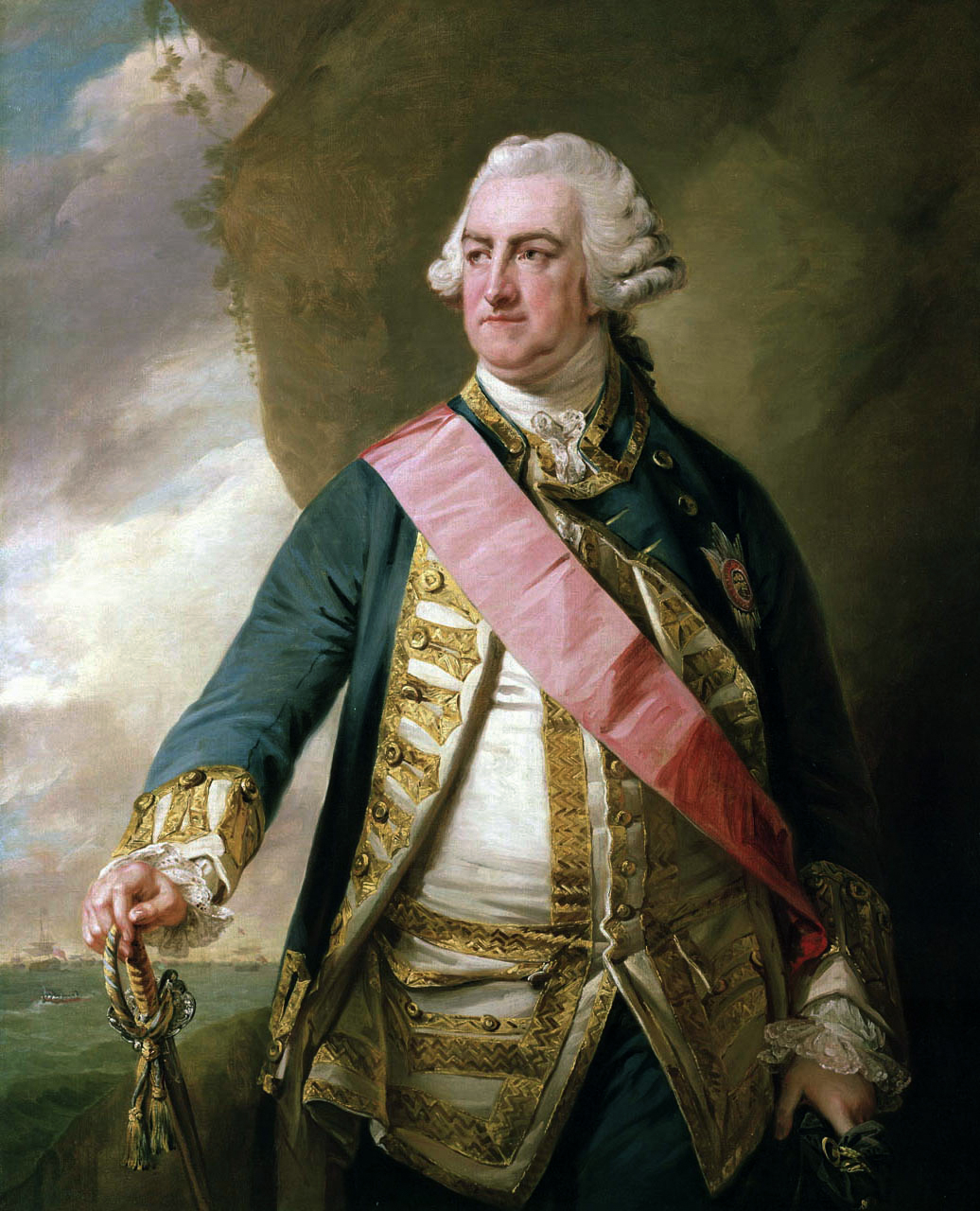
Edward Hawke, premier baron Hawke, premier Lord de l'Amirauté mobilisa la Royal Navy pendant la crise.

En juin 1770, le gouverneur espagnol de Buenos Aires, Francisco de Paula Bucareli y Ursua (es), dépêche cinq frégates à Port Egmont sous le commandement du général Juan Ignacio de Madariaga (es). Le 4 juin, une frégate espagnole jette l'ancre dans le port et est bientôt suivie de quatre autres, avec à leur bord quelque 1 400 marins. Ils font face à une petite force britannique, qui est sous le commandement du commandant George Farmer (en).
Le 10 juin, Madariaga écrit à Farmer qu’il dispose de quatorze cents soldats et d’un train d'artillerie et peut donc contraindre les Brianniques à partir s'ils tergiversaient plus longtemps. Farmer répond qu'il devrait se défendre au mieux de ses moyens, mais quand les Espagnols débarquent, Farmer, après avoir tiré avec ses canons, capitule sous conditions. Un inventaire des munitions est fait, et les Britanniques sont autorisés à retourner dans leur pays à bord du Favourite.

## Réponse britannique
Lorsque le Parlement britannique se réunit en novembre, les membres, indignés par cette insulte à l'honneur national, demandent une intervention du gouvernement North. Ils sont souvent irrités par ce qu'ils considéraient comme un échec de la Grande-Bretagne lorsque la France a annexé la Corse en 1768 et craignent qu’une situation similaire se produise dans les Malouines. Le Foreign Office « commença à se mobiliser pour une éventuelle guerre ».
Au milieu de cette avalanche de menaces et contre-menaces, les Espagnols tentent de renforcer leur position en emportant le soutien de la France en invoquant le Pacte de famille entre les deux couronnes des Bourbon. Pour un temps, il semblait que les trois pays sont sur le point d'entrer en guerre, d'autant plus que le duc de Choiseul, ministre français de la guerre et des affaires étrangères, était dans un état d'esprit militant. Mais Louis XV prend peur, affirmant à son cousin Charles III « mon ministre souhaite la guerre, mais pas moi ». Choiseul, démis de ses fonctions, doit prendre sa retraite sur ses terres ; et, sans le soutien français, les Espagnols sont contraints de rechercher un compromis avec les Britanniques.

## Le compromis espagnol
Le 22 janvier 1771, le prince de Masseran (ambassadeur de la cour d'Espagne) présente une déclaration, dans laquelle le roi d'Espagne « désavoue l'entreprise violente de Bucareli », et promet « de restituer le port et le fort appelé Egmont, avec toute son artillerie et ses munitions, selon l'inventaire ». L'accord déclare également: « Cet engagement de rendre le port Egmont ne peut, ni ne doit, en aucune manière, affecter la question du droit antérieur de la souveraineté de Malouines, autrement dit des îles Falkland »,.
Cette concession est acceptée par le comte de Rochford, qui déclare qu'il est autorisé « à offrir, au nom de Sa Majesté, le roi de la Grande-Bretagne, un règlement pour le préjudice qui lui avait été fait, en le dépossédant de Port Egmont ». Après avoir signé une déclaration exprimant que l'Espagne « désavou[ait] l'expédition contre Port Egmont, et s'engage[ait] à le restituer, dans l'état où elle se trouvait avant le 10 juin 1770, Sa Majesté Britannique se penchera sur cette déclaration, accompagnée avec la pleine exécution de l'engagement de la part de sa Majesté Catholique, comme un règlement pour le préjudice causé à la couronne de la Grande-Bretagne ».

## Conséquences
Les Britanniques restaurent leur base à Port Egmont. Bien que l'ensemble de la question de la souveraineté ait tout simplement été mise de côté, elle deviendra une source de problèmes futurs. Samuel Johnson décrit les conséquences de la crise dans son pamphlet Thoughts on the late Transactions Respecting Falkland's Island (« Réflexions sur les dernières opérations relatives à l’île de Falkland »), en regardant le problème britannique de la conservation de ces îles lointaines contre un continent hostile : « une colonie qui ne pourrait jamais devenir indépendante, et qui ne pourrait jamais se suffire à elle-même ».
La crise renforce considérablement la position du premier ministre britannique Lord North et favorise la croyance que pendant la guerre d'indépendance américaine la France n'oserait pas intervenir dans les affaires coloniales britanniques. Inversement, elle met fin à la carrière de Choiseul, qui ne détiendra plus de portefeuille majeur dans le gouvernement français. Cependant, Vergennes s'élève bientôt au pouvoir et défend des vues similaires à celles de Choiseul sur la nécessité d’annuler les gains de la Grande-Bretagne dans la guerre de Sept Ans pour rétablir l'équilibre des forces, initiant l’idée de la future participation de la France à la guerre d’indépendance américaine.

### Sources et bibliographie
- (en) « Farmer, George », dans Dictionary of National Biography, vol. 18, Londres, Smith, Elder & Co., 1889 (lire sur Wikisource)
- (en) Julius Goebel, The Struggle for the Falkland Islands : A Study in Legal and Diplomatic History, Oxford University Press, 1927
- (en) Roberto C. Laver, The Falklands/Malvinas Case : breaking the deadlock in the anglo-argentine sovereignty dispute, The Hague/Boston/London, Martinus Nijhoff, 2001, 311 p. (ISBN 90-411-1534-X, lire en ligne)
- (en) GW Rice, « British Foreign Policy and the Falkland Islands Crisis of 1770–71 », The International History Review, vol. 32, no 2,‎ 2010, p. 273–305 (DOI 10.1080/07075332.2010.489755)
- (en) Brendan Simms, Three Victories and a Defeat : The Rise and Fall of the First British Empire, Penguin Books, 2008
- (en) Peter Whiteley, Lord North : The Prime Minister Who Lost America, Hambledon Press, 1996